# Louise Weigel
Pour les articles homonymes, voir Weigel.
Louise Weigel, née le 26 août 1912 à Buffalo (État de New York) et morte en décembre 1982 dans la même ville, est une patineuse artistique américaine. Elle est double vice-championne des États-Unis en 1934 et 1936.

## Biographie

### Carrière sportive
Louise Weigel participe à plusieurs championnats américains et obtient deux médailles d'argent en 1934 et 1936.
Elle représente son pays aux Jeux olympiques d'hiver de 1932 à Lake Placid et aux Jeux olympiques d'hiver de 1936 à Garmisch-Partenkirchen.
Elle arrête le patinage amateur en 1936 après les Jeux.

### Famille
Sa sœur cadette, Estelle Weigel, est également une patineuse artistique de haut niveau qui participe aux Jeux olympiques d'hiver de 1936.

### Hommage
Le 9 octobre 2018, Louise Weigel est intronisée au Temple de la renommée des sports du Grand Buffalo (NY) avec ses sœurs Estelle et Mary.

## Palmarès
| Compétition                     | 1932 | 1933 | 1934 | 1935 | 1936 |  |  |  |  |  |  |  |  |  |
| Jeux olympiques d'hiver         | 14e  |      |      |      | 21e  |  |  |  |  |  |  |  |  |  |
| Championnats du monde           |      |      |      |      |      |  |  |  |  |  |  |  |  |  |
| Championnats d'Amérique du Nord |      |      |      | 5e   |      |  |  |  |  |  |  |  |  |  |
| Championnats des États-Unis     | 3e   | 3e   | 2e   | 3e   | 2e   |  |  |  |  |  |  |  |  |  |
|                                 |      |      |      |      |      |  |  |  |  |  |  |  |  |  |